# Veronica Zappone
Veronica Zappone (Segrate, 11 aprile 1993) è una giocatrice di curling italiana.

## Carriera
Ha iniziato a giocare a curling all'età di 14 anni. Ha partecipato a cinque edizioni degli Europei di curling (2013, 2014, 2017, 2018 e 2019), ottenendo la medaglia di bronzo nella gara femminile nell'edizione 2017, insieme a Stefania Constantini, Chiara Olivieri, Diana Gaspari ed Angela Romei. Ha disputato i campionati mondiali nel 2017 e nel 2018, giocando sia nella squadra femminile sia nella mista con Simone Gonin. In entrambe le occasioni il doppio misto non raggiunge le fasi finali del torneo terminando all'11º e al 12º posto.

## Palmarès

### Europei
- Bronzo a San Gallo nel 2017